# Mesocyclops edax
Mesocyclops edax is een eenoogkreeftjessoort uit de familie van de Cyclopidae. De wetenschappelijke naam van de soort is voor het eerst geldig gepubliceerd in 1891 door Forbes.